# Воспламеняющая взглядом
«Воспламеня́ющая взгля́дом» (англ. Firestarter, дословно: «Поджигательница»; в других переводах — «Несущая огонь» и «Воспламеняющая») — роман американского писателя Стивена Кинга в жанре триллера с элементами научной фантастики. Был опубликован 29 сентября 1980 года. Роман повествует о 8-летней девочке Чарли Макги, обладающей сильным даром пирокинеза.
Роман был номинирован на Британскую премию фэнтези, премии «Локус» и «Балрог». Был дважды экранизирован — в 1984-м и 2022-м годах.
Роман посвящён писательнице Ширли Джексон и начинается с цитаты из романа Рэя Брэдбери «451 градус по Фаренгейту» («Жечь было удовольствием»). Также в этом романе Стивен Кинг впервые использует послесловие, обращённое к читателю — в дальнейшем это также станет «фирменным стилем» автора.

## Сюжет
Главные герои романа — Эндрю (Энди) и Шарлин (Чарли) Макги, отец и дочь, скрывающиеся от правительственного агентства под названием «Контора». В 1969 году, во время учёбы в колледже Гаррисона, Энди и его будущая жена Виктория (Вики) Томлинсон приняли участие в эксперименте «Конторы» — им и ещё 10 добровольцам ввели препарат «Лот-6» (наркотик с галлюциногенным действием, подобным ЛСД); впоследствии от действия «Лота-6» все добровольцы (кроме Энди, Вики и Джеймса Ричардсона) покончили жизнь самоубийством или физически пострадали. Кроме этого, «Лот-6» наделил Вики даром телекинеза, а Энди — даром внушения, который он называет «импульсом»; также у них обоих развился дар телепатии. Способности Энди и Вики были физиологически ограниченными (телекинетический дар Вики был слабым, а внушаемый дар Энди был сильным, но его чрезмерное использование вызывало у него сильную головную боль и незначительные кровоизлияния в мозг), но у их родившейся в 1974 году дочери Шарлин (Чарли) развился очень сильный дар пирокинеза.
Действие романа начинается с побега Энди и Чарли из Нью-Йорка от агентов «Конторы» после их налёта на семью Макги в пригороде Огайо, в результате которого Вики подверглась пыткам и была убита, а Чарли похищена, но Энди (использовав оба своих дара) настигает агентов в зоне отдыха на федеральной трассе и спасает свою дочь; во время её спасения из-за «импульсов» Энди один агент «Конторы» ослеп, а второй впал в кому. После этого Энди и Чарли целый год скрывались от «Конторы» по всей стране, пока не были настигнуты в Нью-Йорке.
Используя все свои силы, Энди и Чарли сбегают из Нью-Йорка сначала в Олбани (штат Нью-Йорк) и оттуда в Гастингс-Глен (штат Нью-Йорк), где вскоре оказываются на ферме Ирвина Мандерса и его жены Нормы. Агенты «Конторы» вычисляют их местонахождение и прибывают на ферму Мандерсов, но (по указанию отца) Чарли высвобождает свой пирокинетический дар и взрывает все автомобили агентов и убивает нескольких из них (в том числе Альберта (Эла) Штайновица), но при этом ненарочно сжигает саму ферму. После этого Энди и Чарли сбегают в Тэшмор (Вермонт), где находят убежище в коттедже покойного Грантера Макги (отца Энди и деда Чарли).
После происшествия на ферме Мандерсов начальник «Конторы» Джеймс Холлистер вызывает для поимки беглецов киллера Джона Рейнберда, который втайне заинтригован даром Чарли и в итоге становится одержимым ею, решив подружиться с Чарли и впоследствии убить её. На этот раз операция по поимке проходит успешно, и в марте 1982 года Энди и Чарли попадают в «Контору».
Энди и Чарли разлучены и заключены в подземную тюрьму в штаб-квартире «Конторы», расположенной в Лонгмонте (Виргиния) около Вашингтона. Энди, сломленный разлукой с дочерью, постепенно становится наркоманом с избыточным весом и постепенно теряет свой дар внушения, из-за чего «Контора» считает его бесполезным. Чарли же демонстративно отказывается сотрудничать с «Конторой» и никак не проявляет свой дар пирокинеза. Проходит 5 месяцев, пока сильная гроза и произошедшее из-за неё отключение электричества в «Конторе» не становится поворотным моментом для них обоих — Энди восстанавливает свой дар внушения (подсознательно дав самому себе «импульс» к преодолению своей наркозависимости), а Чарли ради встречи с отцом соглашается на участие в экспериментах «Конторы» после того как Рейнберд, маскирующийся под уборщика, заводит с ней дружбу и завоевывает её доверие.
Притворяясь обессиленным и наркозависимым, Энди удаётся получить всю информацию о Чарли, обработав своего психотерапевта Германа Пиншо (при этом «разбудив» его давнее психологическое отклонение и в итоге доведя его до самоубийства). Чарли, заручившись поддержкой Рейнберда, демонстрирует сотрудникам «Конторы» на экспериментах свой дар, выросший до устрашающего уровня. Во время возвращения с похорон Пиншо Энди обрабатывает Холлистера, используя его для планирования своего побега и побега Чарли из «Конторы», а также для того, чтобы наконец встретиться с Чарли и рассказать ей всю правду о Рейнберде (при этом Энди «разбудил» давнюю фобию Холлистера — боязнь змей); но Рейнберд разгадывает планы Энди и решает использовать его в своих интересах.
План Энди увенчался успехом и они с Чарли впервые за 6 месяцев воссоединились в конюшне на территории штаб-квартиры «Конторы», но Рейнберд уже оказывается там и вступает с Энди и Чарли в диалог, который внезапно прерывает потерявший рассудок Холлистер, набросившийся с граблями на садовый шланг (приняв его за змею). После этого Энди даёт Рейнберду очень сильный «импульс» к прыжку с верхнего уровня конюшни, после которого тот ломает ногу. Затем Рейнберд стреляет Энди в шею и делает ещё один выстрел в Чарли, но она снова использует свой пирокинетический дар, после чего летящая пуля плавится в воздухе, Рейнберд и Холлистер погибают, а конюшня частично разрушилась и загорелась. Смертельно раненый Энди приказывает Чарли использовать свой дар во всей его силе, чтобы сбежать и проинформировать общественность для того, чтобы правительство прекратило подобные эксперименты, и после этого умирает у неё на руках. После смерти отца убитая горем и разъярённая Чарли частично разрушает и поджигает первое и полностью взрывает второе здания штаб-квартиры «Конторы», разрушает ограду под током и полностью осушает утиный пруд. После этого Чарли покидает территорию разрушенной штаб-квартиры «Конторы».
Разрушение штаб-квартиры «Конторы» в Лонгмонте (во время которого погибли 20 человек и ещё 45 получили ранения) скрывается правительством и отражается в СМИ как теракт с применением зажигательных бомб. Новый начальник «Конторы» начинает охоту на Чарли Макги, которая в это время добралась до фермы Мандерсов. Прожив у Ирвина и Нормы несколько месяцев и полностью восстановив здоровье, она постепенно придумывает план и в апреле 1983 года покидает ферму Мандерсов (в очередной раз опередив агентов «Конторы») и направляется в Нью-Йорк. Чарли выбирает журнал «Rolling Stone» как непредвзятый и честный источник СМИ, не имеющий никаких связей с правительством, и в финале романа она приезжает в его редакцию, чтобы рассказать им историю своей жизни.

## Персонажи
- Шарлин (Чарли) Макги — 8-летняя дочь Энди и Вики, главная героиня повествования. Обладает очень сильным даром пирокинеза.
- Эндрю (Энди) Макги — 34-летний учитель английского языка и литературы, муж Вики, отец Чарли, главный герой повествования. Обладает сильным даром внушения.
- Виктория (Вики) Макги (в девичестве Томлинсон) — домохозяйка, жена Энди, мать Чарли. Обладает слабым даром телекинеза.
- Джон Рейнберд — сотрудник «Конторы», киллер. Индеец чероки, ветеран войны во Вьетнаме. Втёрся в доверие к Чарли и заставил её принять участие в экспериментах.
- Джеймс Холлистер («Кэп», «Капитан Холлистер») — начальник «Конторы».
- Ирвин (Ирв) Мандерс — фермер, приютивший Энди и Чарли.
- Норма Мандерс — жена Ирвина Мандерса.
- Орвилл (О'Джей) Джеймисон («Оранжад») — сотрудник «Конторы».
- Норвилл Бейтс — сотрудник «Конторы».
- Альберт (Эл) Штайновиц — сотрудник «Конторы».
- Джозеф Уэнлесс («Безумный Доктор») — профессор колледжа Гаррисона, проводивший эксперимент с препаратом «Лот-6». Был убит Джоном Рейнбердом.
- Патрик Хокстеттер — сотрудник «Конторы». Доктор-психотерапевт, помешавшийся на феномене Чарли Макги.
- Герман Пиншо — сотрудник «Конторы». Второй доктор-психотерапевт, тестировавший Энди Макги.

## Экранизации
- «Воспламеняющая взглядом» — фильм 1984 года. Главные роли сыграли Дрю Бэрримор и Дэвид Кит.
- «Воспламеняющая взглядом 2: Всё заново» — фильм 2002 года. Продолжение экранизации 1984 года, роль взрослой Чарли Макги сыграла Маргерит Моро.
- «Воспламеняющая взглядом» — фильм 2022 года. Главные роли сыграли Райан Кира Армстронг и Зак Эфрон[1].